# Maglia Argyre

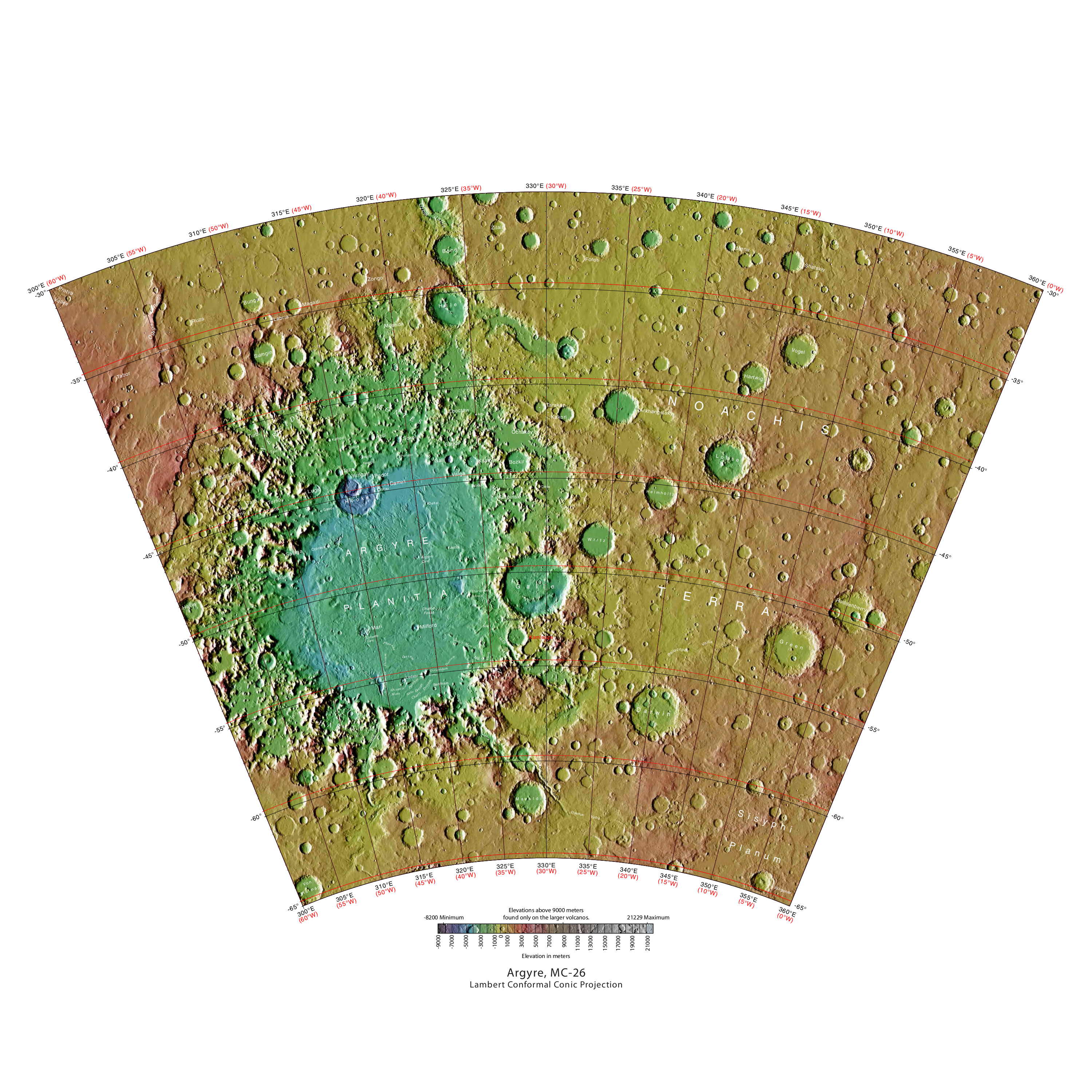
Mappa MC-26

La Maglia Argyre è la regione di Marte che occupa l'area da 0° a 60° di longitudine ovest e da 30° a 65° di latitudine sud ed è classificata col codice MC-26.
La maglia prende il nome da una delle due isole leggendarie, Chryse e Argyre, situata nell'Oceano Indiano e che si dice sia fatta d'oro e d'argento .

## Elementi geologici
Contiene, tra i più famosi, il cratere Galle, che assomiglia a una faccina sorridente e l'Argyre Planitia, un gigantesco cratere da impatto. 